# Ouled Hedadj
Ouled Hedadj (أولاد هداج en arabe,  transcrit Ouled Hedadj pendant la colonisation française) est une commune de la wilaya de Boumerdès en Algérie, dans la daïra de Boudouaou.

## Géographie
| Wilaya d'Alger, Forêt de Réghaïa | Réghaïa:Wilaya d'Alger | Boudouaou    |
| Chebacheb, Lac de Réghaïa        | Ouled Hedadj           | Ouled Moussa |
| Khemis El Khechna                | Ouled Moussa           | Ouled Moussa |